# Mistrzostwa Europy w Piłce Siatkowej Mężczyzn 2011 (składy)
Artykuł grupuje składy wszystkich reprezentacji narodowych w piłce siatkowej, które wystąpiły w Mistrzostwach Europy w Piłce Siatkowej Mężczyzn 2011 odbywających się w Austrii i Czechach.
- Przynależność klubowa i wiek na 10 września 2011.
- Zawodnicy oznaczeni literą K to kapitanowie reprezentacji.
- Legenda:
Nr – numer zawodnika
A – atakujący
L – libero
P – przyjmujący
R – rozgrywający
Ś – środkowy

## Austria
Trener:  Michael Warm
Asystent: Thomas Schroffenegger
| Nr | Imię i nazwisko    | Data urodzenia (wiek) | Wzrost (cm) | Klub                       | Pozycja |
| -- | ------------------ | --------------------- | ----------- | -------------------------- | ------- |
| 1  | Philipp Kroiss     | 02.03.1988 (23)       | 184         | hotVolleys Wiedeń          | L       |
| 2  | Philip Schneider   | 23.12.1981 (29)       | 200         | Montpellier UC             | P       |
| 4  | Oliver Binder      | 28.05.1985 (26)       | 190         | hotVolleys Wiedeń          | R       |
| 5  | Daniel Gavan (K)   | 08.05.1977 (34)       | 202         | Volleyball Team Tirol      | Ś       |
| 6  | Frederick Laure    | 26.07.1982 (29)       | 178         | Volleyball Team Tirol      | L       |
| 7  | Michael Laimer     | 15.07.1985 (26)       | 207         | hotVolleys Wiedeń          | A       |
| 8  | Philip Ichovski    | 12.12.1991 (19)       | 200         | VCA Niederösterreich       | Ś       |
| 9  | Thomas Zass        | 27.11.1989 (21)       | 193         | VCA Niederösterreich       | A       |
| 10 | Matthias Kienbauer | 16.05.1983 (28)       | 185         | Union Volleyball Arbesbach | P       |
| 11 | Marcus Guttmann    | 09.07.1991 (20)       | 205         | VCA Niederösterreich       | P       |
| 13 | Gerald Reiser      | 02.06.1980 (31)       | 200         | SK Aich/Dob                | Ś       |
| 15 | Simon Frühbauer    | 19.10.1988 (22)       | 183         | hotVolleys Wiedeń          | P       |
| 18 | Lukas Weber        | 13.02.1987 (24)       | 184         | VCA Niederösterreich       | R       |
| 19 | Lorenz Koraimann   | 07.05.1993 (18)       | 195         | UVC Graz AG                | P       |

## Belgia
Trener: Claudio Gewehr
Asystent: Emile Rousseaux
| Nr | Imię i nazwisko      | Data urodzenia (wiek) | Wzrost (cm) | Klub                              | Pozycja |
| -- | -------------------- | --------------------- | ----------- | --------------------------------- | ------- |
| 1  | Bram Van den Dries   | 14.08.1989 (22)       | 206         | Volley Segrate 1978               | A       |
| 2  | Yves Kruyner         | 10.05.1990 (21)       | 195         | Martigues Volley-Ball             | R       |
| 3  | Sam Deroo            | 29.04.1992 (19)       | 201         | Volleyteam Roeselare              | P       |
| 4  | Pieter Coolman       | 24.04.1989 (22)       | 198         | Volley Menen                      | Ś       |
| 5  | Frank Depestele (K)  | 03.09.1977 (34)       | 191         | Iskra Odincowo                    | R       |
| 6  | Stijn Dejonckheere   | 21.01.1988 (23)       | 187         | Volley Menen                      | L       |
| 7  | Kévin Klinkenberg    | 04.10.1990 (20)       | 198         | Noliko Maaseik                    | P       |
| 8  | Gertjan Claes        | 30.03.1985 (26)       | 191         | VC Lennik                         | P       |
| 9  | Pieter Verhees       | 08.12.1989 (21)       | 205         | Noliko Maaseik                    | Ś       |
| 11 | Matthijs Verhanneman | 08.12.1988 (22)       | 198         | Porto Ravenna Volley              | P       |
| 12 | Gert van Walle       | 07.08.1987 (24)       | 197         | Associazione Sportiva Volley Lube | A       |
| 18 | Matias Raymaekers    | 11.05.1982 (29)       | 207         | Lokomotiw Biełgorod               | Ś       |

## Bułgaria
Trener: Radostin Stojczew
Asystent:  Camillo Placi
| Nr | Imię i nazwisko      | Data urodzenia (wiek) | Wzrost (cm) | Klub                     | Pozycja |
| -- | -------------------- | --------------------- | ----------- | ------------------------ | ------- |
| 1  | Georgi Bratojew      | 21.10.1987 (23)       | 202         | Tiumeń                   | R       |
| 2  | Christo Cwetanow     | 29.03.1978 (33)       | 198         | Lokomotiw Jekaterynburg  | Ś       |
| 3  | Andrej Żekow         | 12.03.1980 (31)       | 194         | Pallavolo Piacenza       | R       |
| 4  | Władysław Iwanow     | 14.03.1987 (24)       | 188         | Noliko Maaseik           | L       |
| 6  | Matej Kazijski       | 23.09.1984 (26)       | 203         | Trentino Volley          | P       |
| 7  | Todor Skrimow        | 09.01.1990 (21)       | 192         | Paris Volley             | P       |
| 9  | Metodi Ananiew       | 17.02.1986 (25)       | 203         | AZS Olsztyn              | P       |
| 11 | Władimir Nikołow (K) | 03.10.1977 (33)       | 200         | Pallavolo Piacenza       | A       |
| 12 | Wiktor Josifow       | 16.10.1985 (25)       | 204         | Pallavolo Modena         | Ś       |
| 13 | Martin Bożiłow       | 11.04.1988 (23)       | 190         | Marek Dupnica            | L       |
| 14 | Teodor Todorow       | 01.09.1989 (22)       | 208         | Gazprom Surgut           | Ś       |
| 15 | Todor Aleksijew      | 17.02.1986 (25)       | 200         | Gabeca Pallavolo Spa     | P       |
| 16 | Kostadin Gadżanow    | 18.03.1986 (25)       | 208         | Pirin Bałkanstroj Razłog | Ś       |
| 19 | Cwetan Sokołow       | 31.12.1989 (21)       | 207         | Trentino Volley          | A       |

## Czechy
Trener: Jan Svoboda
Asystent: Milan Hadrava
| Nr | Imię i nazwisko    | Data urodzenia (wiek) | Wzrost (cm) | Klub                       | Pozycja |
| -- | ------------------ | --------------------- | ----------- | -------------------------- | ------- |
| 2  | Jiří Popelka       | 11.05.1977 (34)       | 204         | Latina Volley              | P       |
| 3  | Radek Mach         | 28.09.1984 (26)       | 206         | VK Czeskie Budziejowice    | Ś       |
| 6  | Petr Konečný       | 16.02.1975 (36)       | 203         | Tours VB                   | Ś       |
| 7  | Aleš Holubec       | 13.03.1984 (27)       | 200         | Nantes Rezé MV             | Ś       |
| 8  | Martin Kryštof     | 11.10.1982 (28)       | 179         | SCC Berlin                 | L       |
| 9  | Ondřej Hudeček (K) | 09.05.1981 (30)       | 197         | Beauvais Oise UC           | P       |
| 11 | Michal Hrazdíra    | 21.10.1985 (25)       | 195         | Lupi Pallavolo Santa Croce | A       |
| 12 | Jakub Veselý       | 02.09.1986 (25)       | 206         | Piemonte Volley            | Ś       |
| 13 | Jiří Bence         | 08.05.1985 (26)       | 188         | Nantes Rezé MV             | L       |
| 14 | Petr Zapletal      | 20.12.1977 (33)       | 194         | VK Czeskie Budziejowice    | R       |
| 15 | Jan Štokr          | 16.01.1983 (28)       | 205         | Trentino Volley            | A       |
| 16 | Peter Pláteník     | 16.03.1981 (30)       | 196         | Dinamo Krasnodar           | P       |
| 17 | David Konečný      | 10.10.1982 (28)       | 193         | Tours VB                   | A       |
| 18 | Lukáš Ticháček     | 12.01.1982 (29)       | 193         | Resovia                    | R       |

## Estonia
Trener: Avo Keel
Asystent: Boriss Kolčins
| Nr | Imię i nazwisko   | Data urodzenia (wiek) | Wzrost (cm) | Klub                        | Pozycja |
| -- | ----------------- | --------------------- | ----------- | --------------------------- | ------- |
| 1  | Raimo Pajusalu    | 01.02.1981 (30)       | 200         | Rennes Volley 35            | Ś       |
| 2  | Martti Keel       | 30.01.1992 (19)       | 186         | Selver Tallinn              | R       |
| 3  | Keith Pupart      | 19.03.1985 (26)       | 195         | Rennes Volley 35            | P       |
| 4  | Ardo Kreek        | 07.08.1986 (25)       | 203         | AZS Politechnika Warszawska | Ś       |
| 5  | Kert Toobal (K)   | 03.06.1979 (32)       | 189         | 4 Eylül Belediye            | R       |
| 6  | Sten Esna         | 24.08.1982 (29)       | 187         | TTÜ                         | L       |
| 7  | Argo Meresaar     | 13.01.1980 (31)       | 206         | Selver Tallinn              | A       |
| 8  | Meelis Kivisild   | 28.07.1990 (21)       | 199         | Selver Tallinn              | Ś       |
| 10 | Asko Esna         | 01.05.1986 (25)       | 185         | Selver Tallinn              | L       |
| 11 | Oliver Venno      | 23.05.1990 (21)       | 210         | VfB Friedrichshafen         | A       |
| 12 | Janis Sirelpuu    | 14.08.1977 (34)       | 197         | TTÜ                         | Ś       |
| 16 | Eerik Jago        | 29.12.1980 (30)       | 196         | Volley Milano               | P       |
| 17 | Martti Rosenblatt | 29.12.1987 (23)       | 198         | Selver Tallinn              | P       |
| 18 | Jaanus Nõmmsalu   | 19.01.1981 (30)       | 199         | Pärnu VK                    | P       |

## Finlandia
Trener:  Daniel Castellani
Asystent: Jussi Heino
| Nr | Imię i nazwisko      | Data urodzenia (wiek) | Wzrost (cm) | Klub                        | Pozycja |
| -- | -------------------- | --------------------- | ----------- | --------------------------- | ------- |
| 2  | Eemi Tervaportti     | 26.07.1989 (22)       | 193         | GFCO Ajaccio                | R       |
| 3  | Mikko Esko           | 03.09.1978 (33)       | 198         | Pallavolo Modena            | R       |
| 5  | Antti Siltala        | 14.03.1984 (27)       | 193         | Delecta Bydgoszcz           | P       |
| 6  | Tuomas Sammelvuo (K) | 16.02.1976 (35)       | 193         | bez klubu                   | P       |
| 7  | Matti Hietanen       | 03.01.1983 (28)       | 199         | Trefl Gdańsk                | P       |
| 8  | Jari Tuominen        | 11.09.1986 (24)       | 200         | Cassa Rurale Cantù          | P       |
| 10 | Urpo Sivula          | 15.03.1988 (23)       | 195         | SCC Berlin                  | A       |
| 11 | Jesse Mäntylä        | 24.03.1987 (24)       | 176         | Hurrikaani-Loimaa           | L       |
| 12 | Olli Kunnari         | 02.02.1982 (29)       | 196         | Vammalan Lentopallo         | P       |
| 13 | Mikko Oivanen        | 26.05.1986 (25)       | 198         | Trefl Gdańsk                | A       |
| 14 | Konstantin Shumov    | 15.02.1985 (26)       | 205         | Gabeca Pallavolo Spa        | Ś       |
| 15 | Matti Oivanen        | 26.05.1986 (25)       | 198         | Gubernija Niżny Nowogród    | Ś       |
| 18 | Jukka Lehtonen       | 22.02.1982 (29)       | 197         | Pallavolo Città di Castello | Ś       |
| 19 | Pasi Hyvärinen       | 22.11.1987 (23)       | 184         | bez klubu                   | L       |

## Francja
Trener: Philippe Blain
Asystent: Jocelyn Trillon
| Nr | Imię i nazwisko         | Data urodzenia (wiek) | Wzrost (cm) | Klub                              | Pozycja |
| -- | ----------------------- | --------------------- | ----------- | --------------------------------- | ------- |
| 1  | José Trèfle             | 16.01.1980 (31)       | 198         | Arago de Sète                     | Ś       |
| 2  | Jenia Grebennikov       | 13.08.1990 (21)       | 188         | Rennes Volley 35                  | L       |
| 3  | Gérald Hardy-Dessources | 09.02.1983 (28)       | 197         | Latina Volley                     | Ś       |
| 4  | Antonin Rouzier         | 18.08.1986 (25)       | 201         | ZAKSA Kędzierzyn-Koźle            | A       |
| 5  | Romain Vadeleux         | 16.02.1976 (35)       | 196         | Rennes Volley 35                  | Ś       |
| 6  | Benjamin Toniutti       | 30.10.1989 (21)       | 183         | Arago de Sète                     | R       |
| 7  | Nicolas Maréchal        | 04.03.1987 (24)       | 198         | Stade Poitevin Poitiers           | P       |
| 8  | Marien Moreau           | 15.03.1988 (23)       | 195         | Arago de Sète                     | A       |
| 11 | Julien Lyneel           | 15.04.1990 (21)       | 192         | Montpellier UC                    | P       |
| 12 | Earvin N'Gapeth         | 12.01.1991 (20)       | 192         | Piemonte Volley                   | P       |
| 13 | Pierre Pujol (K)        | 13.07.1984 (27)       | 190         | Fart Kielce                       | R       |
| 15 | Samuel Tuia             | 24.07.1986 (25)       | 195         | Kuzbass Kemerowo                  | P       |
| 17 | Franck Laffite          | 08.03.1989 (22)       | 203         | Montpellier UC                    | Ś       |
| 18 | Jean-François Exiga     | 09.03.1982 (29)       | 176         | Associazione Sportiva Volley Lube | L       |

## Niemcy
Trener:  Raúl Lozano
Asystent:  Juan Manuel Serramalera
| Nr | Imię i nazwisko    | Data urodzenia (wiek) | Wzrost (cm) | Klub                        | Pozycja |
| -- | ------------------ | --------------------- | ----------- | --------------------------- | ------- |
| 1  | Marcus Popp        | 23.09.1981 (29)       | 192         | Blu Volley Werona           | P       |
| 2  | Markus Steuerwald  | 07.03.1989 (22)       | 182         | Paris Volley                | L       |
| 3  | Sebastian Schwarz  | 02.10.1985 (25)       | 197         | Pallavolo Padwa             | P       |
| 5  | Björn Andrae (K)   | 14.05.1981 (30)       | 200         | Kuzbass Kemerowo            | P       |
| 6  | Denis Kaliberda    | 24.06.1990 (21)       | 193         | TSV Unterhaching            | P       |
| 7  | Georg Grozer       | 24.11.1984 (26)       | 200         | Resovia                     | A       |
| 8  | Marcus Böhme       | 25.08.1985 (26)       | 211         | VfB Friedrichshafen         | Ś       |
| 9  | Stefan Hübner      | 13.06.1975 (36)       | 200         | evivo Düren                 | Ś       |
| 10 | Jochen Schöps      | 08.10.1983 (27)       | 200         | Iskra Odincowo              | A       |
| 11 | Lukas Kampa        | 29.11.1986 (24)       | 196         | VC Bottrop 90               | R       |
| 12 | Ferdinand Tille    | 08.12.1988 (22)       | 185         | bez klubu                   | L       |
| 14 | Robert Kromm       | 09.03.1984 (27)       | 212         | Blu Volley Werona           | P       |
| 15 | Max Günthör        | 09.08.1985 (26)       | 207         | TSV Unterhaching            | Ś       |
| 17 | Patrick Steuerwald | 03.03.1986 (25)       | 180         | AZS Politechnika Warszawska | R       |

## Polska
Trener:  Andrea Anastasi
Asystent:  Andrea Gardini
| Nr | Imię i nazwisko    | Data urodzenia (wiek) | Wzrost (cm) | Klub                   | Pozycja |
| -- | ------------------ | --------------------- | ----------- | ---------------------- | ------- |
| 1  | Piotr Nowakowski   | 18.12.1987 (23)       | 205         | Resovia                | Ś       |
| 2  | Paweł Zatorski     | 21.06.1990 (21)       | 184         | Skra Bełchatów         | L       |
| 3  | Piotr Gruszka (K)  | 08.03.1977 (34)       | 206         | Robur Ravenna          | A       |
| 4  | Grzegorz Kosok     | 02.03.1986 (25)       | 206         | Resovia                | Ś       |
| 5  | Karol Kłos         | 08.08.1989 (22)       | 201         | Skra Bełchatów         | Ś       |
| 6  | Bartosz Kurek      | 29.08.1988 (23)       | 205         | Skra Bełchatów         | P       |
| 7  | Jakub Jarosz       | 10.02.1987 (24)       | 196         | Latina Volley          | A       |
| 10 | Mateusz Mika       | 21.01.1991 (20)       | 206         | Resovia                | P       |
| 11 | Fabian Drzyzga     | 03.01.1990 (21)       | 196         | AZS Częstochowa        | R       |
| 13 | Michał Kubiak      | 18.07.1988 (23)       | 192         | Jastrzębski Węgiel     | P       |
| 14 | Michał Ruciak      | 22.08.1983 (28)       | 190         | ZAKSA Kędzierzyn-Koźle | P       |
| 15 | Łukasz Żygadło     | 02.08.1979 (32)       | 200         | Trentino Volley        | R       |
| 16 | Krzysztof Ignaczak | 15.05.1978 (33)       | 188         | Resovia                | L       |
| 18 | Marcin Możdżonek   | 09.02.1985 (26)       | 211         | Skra Bełchatów         | Ś       |

## Portugalia
Trener: Juan Diaz
Asystent: Hugo Silva
| Nr | Imię i nazwisko | Data urodzenia (wiek) | Wzrost (cm) | Klub                    | Pozycja |
| -- | --------------- | --------------------- | ----------- | ----------------------- | ------- |
| 2  | Carlos Teixeira | 11.03.1976 (35)       | 182         | Stade Poitevin Poitiers | L       |
| 3  | Manuel Silva    | 28.12.1973 (37)       | 192         | AJ Fonte Bastardo       | P       |
| 4  | João Malveiro   | 08.12.1979 (31)       | 198         | Castêlo da Maia GC      | Ś       |
| 7  | Ivo Casas       | 21.09.1992 (18)       | 179         | Leixões SC              | L       |
| 8  | Tiago Violas    | 27.03.1989 (22)       | 193         | Castêlo da Maia GC      | R       |
| 9  | Carlos Fidalgo  | 16.05.1987 (24)       | 198         | Twente '05              | R       |
| 12 | João José (K)   | 07.06.1978 (33)       | 195         | VfB Friedrichshafen     | Ś       |
| 13 | Valdir Sequeira | 22.11.1981 (29)       | 196         | Cassa Rurale Cantù      | A       |
| 14 | Flávio Cruz     | 28.08.1982 (29)       | 194         | SL Benfica              | P       |
| 15 | Rui Santos      | 24.03.1984 (27)       | 203         | AJ Fonte Bastardo       | Ś       |
| 16 | Hugo Gaspar     | 02.09.1982 (29)       | 200         | SL Benfica              | A       |
| 18 | André Lopes     | 12.09.1982 (29)       | 193         | Stade Poitevin Poitiers | P       |

## Rosja
Trener:  Uładzimir Alekno
Asystent: Oleg Moliboga
| Nr | Imię i nazwisko     | Data urodzenia (wiek) | Wzrost (cm) | Klub                  | Pozycja |
| -- | ------------------- | --------------------- | ----------- | --------------------- | ------- |
| 1  | Dmitrij Ilinych     | 31.01.1987 (24)       | 201         | Lokomotiw Biełgorod   | P       |
| 2  | Maksim Żigałow      | 26.07.1989 (22)       | 201         | Lokomotiw Biełgorod   | A       |
| 3  | Nikołaj Apalikow    | 26.08.1982 (29)       | 203         | Zenit Kazań           | Ś       |
| 4  | Taras Chtiej (K)    | 22.05.1982 (29)       | 205         | Lokomotiw Biełgorod   | P       |
| 5  | Siergiej Grankin    | 21.01.1985 (26)       | 195         | Dinamo Moskwa         | R       |
| 6  | Jewgienij Siwożelez | 06.08.1986 (25)       | 196         | Zenit Kazań           | P       |
| 8  | Dienis Biriukow     | 08.12.1988 (22)       | 202         | Lokomotiw Nowosybirsk | P       |
| 9  | Aleksander Sokołow  | 01.03.1982 (29)       | 193         | Fakieł Nowy Urengoj   | L       |
| 12 | Aleksander But'ko   | 18.03.1986 (25)       | 198         | Lokomotiw Nowosybirsk | R       |
| 13 | Dmitrij Muserski    | 29.10.1988 (22)       | 218         | Lokomotiw Biełgorod   | Ś       |
| 14 | Dmitrij Szczerbinin | 10.09.1989 (22)       | 205         | Dinamo Moskwa         | Ś       |
| 17 | Maksim Michajłow    | 19.03.1988 (23)       | 203         | Zenit Kazań           | A       |
| 18 | Aleksandr Wołkow    | 14.02.1985 (26)       | 210         | Zenit Kazań           | Ś       |
| 19 | Walerij Komarow     | 21.03.1980 (21)       | 187         | Ural Ufa              | L       |

## Serbia
Trener:  Igor Kolaković
Asystent: Željko Bulatović
| Nr | Imię i nazwisko         | Data urodzenia (wiek) | Wzrost (cm) | Klub                              | Pozycja |
| -- | ----------------------- | --------------------- | ----------- | --------------------------------- | ------- |
| 1  | Nikola Kovačević        | 14.02.1983 (28)       | 193         | Gubernija Niżny Nowogród          | P       |
| 2  | Uroš Kovačević          | 06.05.1993 (18)       | 197         | ACH Volley Lublana                | P       |
| 5  | Vlado Petković          | 06.01.1983 (28)       | 198         | ACH Volley Lublana                | R       |
| 6  | Miloš Terzić            | 13.06.1987 (24)       | 202         | Tours VB                          | P       |
| 7  | Dragan Stanković        | 18.10.1985 (25)       | 205         | Associazione Sportiva Volley Lube | Ś       |
| 8  | Filip Vujić             | 17.09.1989 (21)       | 187         | Crvena zvezda Belgrad             | L       |
| 10 | Miloš Nikić             | 31.03.1986 (25)       | 194         | Gabeca Pallavolo Spa              | P       |
| 11 | Mihajlo Mitić           | 17.09.1990 (20)       | 201         | Crvena zvezda Belgrad             | R       |
| 12 | Milan Rašić             | 02.02.1985 (26)       | 205         | ACH Volley Lublana                | Ś       |
| 14 | Ivan Miljković (K)      | 13.09.1979 (31)       | 206         | Fenerbahçe                        | A       |
| 15 | Saša Starović           | 19.10.1988 (22)       | 207         | Umbria Volley                     | A       |
| 16 | Aleksandar Atanasijević | 04.09.1991 (20)       | 200         | Skra Bełchatów                    | A       |
| 18 | Marko Podraščanin       | 29.08.1987 (24)       | 204         | Associazione Sportiva Volley Lube | Ś       |
| 19 | Nikola Rosić            | 05.08.1984 (27)       | 192         | VfB Friedrichshafen               | L       |

## Słowacja
Trener:  Emanuele Zanini
Asystent:  Marco Fenoglio
| Nr | Imię i nazwisko    | Data urodzenia (wiek) | Wzrost (cm) | Klub                           | Pozycja |
| -- | ------------------ | --------------------- | ----------- | ------------------------------ | ------- |
| 1  | Milan Bencz        | 05.09.1987 (24)       | 206         | M. Roma Volley                 | A       |
| 3  | Emanuel Kohút      | 21.07.1982 (29)       | 206         | Sisley Belluno                 | Ś       |
| 6  | Róbert Hupka       | 30.07.1982 (29)       | 194         | TSV Unterhaching               | P       |
| 7  | Peter Michalovič   | 26.05.1990 (21)       | 200         | VK Ostrawa                     | A       |
| 8  | Martin Sopko       | 30.01.1982 (29)       | 196         | Al-Nasr Dubaj                  | P       |
| 9  | Roman Ondrušek     | 06.02.1980 (31)       | 191         | Chaumont VB 52                 | L       |
| 10 | Martin Nemec       | 31.07.1984 (27)       | 200         | Incheon Korean Air Line Jumbos | A       |
| 11 | Branislav Skladaný | 16.11.1983 (27)       | 183         | TSV Unterhaching               | R       |
| 14 | Tomáš Kmeť (K)     | 01.12.1981 (29)       | 202         | SCC Berlin                     | Ś       |
| 15 | Juraj Zaťko        | 05.06.1987 (24)       | 192         | VfB Friedrichshafen            | R       |
| 16 | Richard Nemec      | 03.05.1972 (39)       | 201         | VKP Bratislava                 | Ś       |
| 18 | Lukáš Diviš        | 20.02.1986 (25)       | 201         | Lokomotiw Nowosybirsk          | P       |

## Słowenia
Trener: Veselin Vuković
Asystent: Tine Sattler
| Nr | Imię i nazwisko  | Data urodzenia (wiek) | Wzrost (cm) | Klub                              | Pozycja |
| -- | ---------------- | --------------------- | ----------- | --------------------------------- | ------- |
| 1  | Andrej Flajs     | 11.03.1983 (28)       | 189         | ACH Volley Lublana                | P       |
| 2  | Alen Pajenk      | 23.04.1986 (25)       | 203         | Associazione Sportiva Volley Lube | Ś       |
| 3  | Jan Planinc      | 10.02.1990 (21)       | 188         | OK Kamnik                         | P       |
| 4  | Rok Satler       | 04.04.1979 (32)       | 191         | OK Triglav Kranj                  | R       |
| 5  | Alen Šket        | 28.03.1988 (23)       | 203         | ACH Volley Lublana                | A       |
| 6  | Mitja Gasparini  | 26.06.1984 (27)       | 200         | Blu Volley Werona                 | A       |
| 7  | Matevž Kamnik    | 24.11.1987 (23)       | 201         | ACH Volley Lublana                | Ś       |
| 8  | Miha Plot        | 11.05.1987 (24)       | 178         | VC Lennik                         | L       |
| 9  | Dejan Vinčič     | 15.09.1986 (24)       | 198         | ACH Volley Lublana                | R       |
| 10 | Davor Čebron     | 25.01.1981 (30)       | 197         | Volleyball Team Tirol             | Ś       |
| 11 | Vid Jakopin      | 01.02.1988 (23)       | 203         | AZS Politechnika Warszawska       | P       |
| 12 | Sebastijan Škorc | 12.02.1974 (37)       | 180         | Budvanska Rivijera Budva          | L       |
| 13 | Tine Urnaut (K)  | 03.09.1988 (23)       | 199         | Umbria Volley                     | P       |
| 14 | Dragan Radovič   | 29.01.1979 (32)       | 205         | Noliko Maaseik                    | Ś       |

## Turcja
Trener:  Veljko Basič
Asystent: Hakan Özkan
| Nr | Imię i nazwisko      | Data urodzenia (wiek) | Wzrost (cm) | Klub             | Pozycja |
| -- | -------------------- | --------------------- | ----------- | ---------------- | ------- |
| 1  | Selçuk Keskin        | 15.01.1982 (29)       | 192         | Halkbank         | R       |
| 3  | Ahmed Pezük          | 06.08.1987 (24)       | 203         | Galatasaray      | Ś       |
| 6  | Kemal Kayhan         | 02.01.1983 (28)       | 200         | Fenerbahçe       | Ś       |
| 7  | Sinan Cem Tanık (K)  | 19.06.1980 (31)       | 198         | Galatasaray      | P       |
| 8  | Burutay Subaşı       | 15.07.1990 (21)       | 195         | Arkas Spor Izmir | P       |
| 9  | Serhat Coşkun        | 18.07.1987 (24)       | 198         | Halkbank         | A       |
| 10 | Arslan Ekşi          | 17.07.1985 (26)       | 199         | Fenerbahçe       | R       |
| 12 | Halil İbrahim Yücel  | 17.07.1985 (26)       | 199         | Halkbank         | P       |
| 14 | Erhan Dünge          | 04.02.1980 (31)       | 208         | Galatasaray      | Ś       |
| 15 | Emre Batur           | 21.04.1988 (23)       | 201         | Fenerbahçe       | Ś       |
| 17 | Ender Kıdoğlu        | 10.04.1978 (33)       | 198         | Halkbank         | P       |
| 18 | Ramazan Serkan Kılıç | 31.05.1984 (27)       | 187         | Fenerbahçe       | L       |

## Włochy
Trener: Mauro Berruto
Asystent: Andrea Brogioni
| Nr | Imię i nazwisko     | Data urodzenia (wiek) | Wzrost (cm) | Klub                              | Pozycja |
| -- | ------------------- | --------------------- | ----------- | --------------------------------- | ------- |
| 1  | Luigi Mastrangelo   | 17.08.1975 (36)       | 202         | Piemonte Volley                   | Ś       |
| 3  | Simone Parodi       | 16.06.1986 (25)       | 195         | Associazione Sportiva Volley Lube | P       |
| 4  | Andrea Bari         | 05.03.1980 (31)       | 185         | Trentino Volley                   | L       |
| 6  | Rocco Barone        | 14.12.1987 (23)       | 200         | Callipo Sport                     | Ś       |
| 7  | Michał Łasko        | 11.03.1981 (30)       | 202         | Jastrzębski Węgiel                | A       |
| 8  | Gabriele Maruotti   | 25.03.1988 (23)       | 195         | M. Roma Volley                    | P       |
| 9  | Ivan Zaytsev        | 02.10.1988 (22)       | 202         | M. Roma Volley                    | P       |
| 10 | Dante Boninfante    | 07.03.1977 (34)       | 188         | M. Roma Volley                    | R       |
| 11 | Cristian Savani (K) | 22.02.1982 (29)       | 195         | Associazione Sportiva Volley Lube | P       |
| 12 | Simone Buti         | 19.09.1983 (27)       | 206         | Gabeca Pallavolo Spa              | Ś       |
| 13 | Dragan Travica      | 28.08.1986 (25)       | 200         | Associazione Sportiva Volley Lube | R       |
| 14 | Andrea Giovi        | 19.08.1983 (28)       | 185         | Umbria Volley                     | L       |
| 15 | Emanuele Birarelli  | 08.02.1981 (30)       | 200         | Trentino Volley                   | Ś       |
| 18 | Giulio Sabbi        | 10.08.1989 (22)       | 201         | M. Roma Volley                    | A       |